# Kanton Salbris
Der Kanton Salbris war bis 2015 ein französischer Wahlkreis im Arrondissement Romorantin-Lanthenay, im Département Loir-et-Cher und in der Region Centre-Val de Loire; sein Hauptort war Salbris. Von 2012 bis 2015 war Agnès Thibault (MoDem) die Vertreterin im Generalrat des Départements.
Der Kanton war 637,30 km² groß und hatte 13.418 Einwohner (Stand: 2012).

## Gemeinden
Der Kanton umfasste die Wahlberechtigten aus neun Gemeinden:
| Gemeinde                | Einwohner Jahr | Fläche km² | Bevölkerungsdichte | Postleitzahl | Code INSEE |
| ----------------------- | -------------- | ---------- | ------------------ | ------------ | ---------- |
| La Ferté-Imbault        | 985 (2013)     | –          | – Einw./km²        | 41300        | 41084      |
| Marcilly-en-Gault       | 760 (2013)     | –          | – Einw./km²        | 41210        | 41125      |
| Orçay                   | 251 (2013)     | –          | – Einw./km²        | 41300        | 41168      |
| Pierrefitte-sur-Sauldre | 832 (2013)     | –          | – Einw./km²        | 41300        | 41176      |
| Saint-Viâtre            | 1285 (2013)    | –          | – Einw./km²        | 41210        | 41231      |
| Salbris                 | 5509 (2013)    | –          | – Einw./km²        | 41200        | 41232      |
| Selles-Saint-Denis      | 1269 (2013)    | –          | – Einw./km²        | 41300        | 41241      |
| Souesmes                | 1124 (2013)    | –          | – Einw./km²        | 41300        | 41249      |
| Theillay                | 1319 (2013)    | –          | – Einw./km²        | 41300        | 41256      |